# Варшава-Шопен (аеропорт)

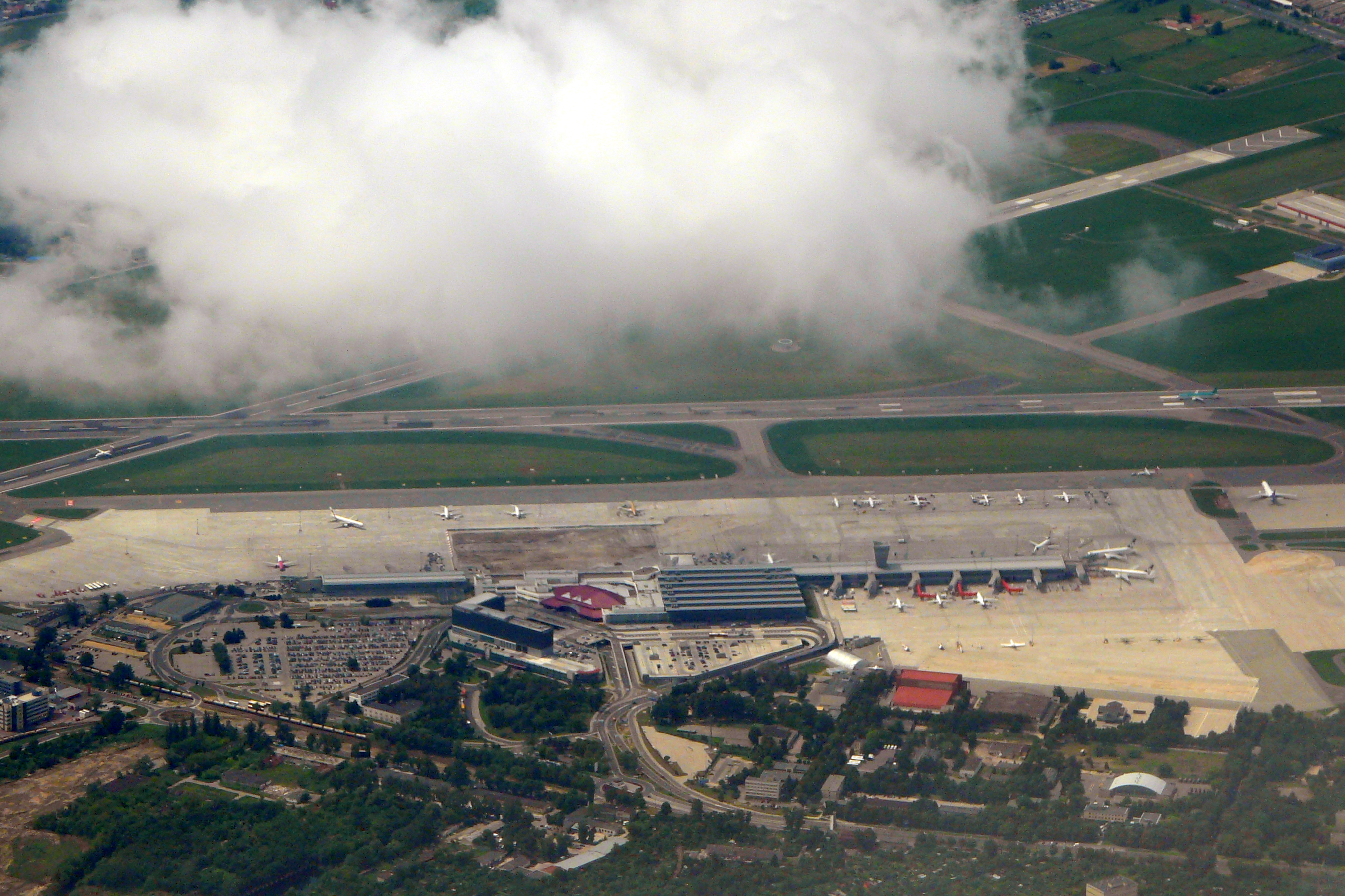
Посадкова смуга аеропорту

Аеропорт імені Фридерика Шопена (пол. Lotnisko Chopina w Warszawie) (IATA: WAW, ICAO: EPWA) — міжнародний аеропорт, розташований у районі Окенце у Варшаві, столиці Польщі. У минулому Port lotniczy Warszawa-Okęcie, аеропорт був названий на честь польського композитора Фридерика Шопена 2001 року. Це найбільш завантажений аеропорт Польщі, на частку якого припадає близько 50 % повітряних перевезень від загального пасажиропотоку країни.[джерело?] Провідними закордонними напрямками є Лондон, Париж, Франкфурт-на-Майні та Амстердам, а внутрішніми — Краків, Вроцлав та Гданськ.
Є хабом для авіакомпаній:
- LOT Polish Airlines
- Enter Air
- Smartwings Poland
- Sprint Air
- Wizz Air

Аеропорт Шопена є базою Військово-повітряних сил Польщі, як і другий варшавський аеропорт Модлін.

## Авіалінії та напрямки, лютий 2021

### Пасажирські
| Авіакомпанія                   | Пункт призначення |
| ------------------------------ | --- |
| Aegean Airlines                | Афіни Сезонний: Іракліон (з 16 травня 2021) |
| Air Canada                     | Сезонний: Торонто-Пірсон |
| Air China                      | Пекін, Тайюань |
| Air France                     | Париж-Шарль де Голль |
| Air Malta                      | Сезонний чартер: Мальта |
| airBaltic                      | Рига |
| Alitalia                       | Рим-Ф'юмічіно |
| AlMasria Universal Airlines    | Сезонний чартер: Хургада |
| Austrian Airlines              | Відень |
| Belavia                        | Мінськ |
| Blue Panorama Airlines         | Сезонний чартер: Анталія, Кайо-Коко, Крабі, Мале, Нусі-Бе, Санта-Клара, Тирана, Занзібар |
| British Airways                | Лондон–Хітроу |
| Brussels Airlines              | Брюссель |
| Bulgarian Air Charter          | Сезонний чартер: Варна |
| Corendon Airlines              | Сезонний чартер: Анталія, Іракліон (з 2 червня 2021), Родос (з 21 червня 2021) |
| Czech Airlines                 | Прага |
| El Al                          | Тель-Авів |
| Ellinair                       | Сезонний: Іракліон, Салоніки |
| Emirates                       | Дубай |
| Enter Air                      | Сезонний: Бургас, Іракліон, Родос Чартер:Анталія, Джерба, Фуертевентура, Гран-Канарія, Хургада, Лансароте, Марса-Алам, Шарм-ель-Шейх, Тенерифе-Південний Сезонний чартер: Агадір, Барселона, Бодрум, Катанія, Коломбо, Корфу, Даламан, Енфіда, Фару, Мадейра, Ібіца, Ізмір, Кавала, Кос, Ламеція-Терме, Ларнака, Малага, Менорка, Неаполь, Охрид, Ольбія, Пальма-де-Мальорка, Пафос, Рас-ель-Хайма, Сал, Спліт, Тирана, Тиват, Варна, Закінф |
| Finnair                        | Гельсінкі |
| KLM                            | Амстердам |
| LOT Polish Airlines            | Амстердам, Барселона, Пекін-Столиця, Пекін-Дасин, Бейрут, Белград, Берлін, Біллунн, Брюссель, Бухарест, Будапешт, Бидгощ, Чикаго-О'Хара, Кишинів, Клуж-Напока, Копенгаген, Делі, Дублін, Дубровник, Дюссельдорф, Франкфурт, Гданськ, Женева, Гетеборг, Гамбург, Ганновер, Стамбул, Калінінград, Катовиці, Каунас, Харків, Київ-Бориспіль, Київ-Жуляни, Кошице, Краків, Ларнака, Любляна, Лондон-Сіті, Лондон-Хітроу, Лос-Анджелес, Люблін, Люксембург, Львів, Мадрид, Маямі, Мілан-Мальпенса, Мюнхен, Ньюарк, New York-JFK, Ніцца, Нюрнберг, Нур-Султан, Одеса, Осло-Гардермуен, Острава, Париж-Шарль де Голль, Подгориця, Познань, Прага, Рига, Ряшів, Ст Петербург, Сан-Франциско (з 2 червня 2021),, Сеул–Інчхон, Сінгапур, Скоп'є, Софія, Стокгольм-Арланда, Штутгарт, Щецин, Таллінн, Тбілісі, Тель-Авів, Тяньцзін-Бінхай, Токіо-Наріта, Торонто-Пірсон, Венеція, Відень, Вільнюс, Вашингтон-Даллес, Вроцлав, Єреван, Загреб, Запоріжжя, Зелена Гура, Цюрих Сезонний: Аліканте, Афіни, Бургас, Катанія, Коломбо, Ханья, Корфу, Іракліон, Каламата, Кавала, Кос, Малага, Мальта, Охрид, Ольбія, Паланга, Пальма-де-Мальорка, Родос, Рієка, Ріміні, Рим-Ф'юмічіно, Санторіні, Скіатос, Спліт, Салоніки, Тирана, Тіват, Варна, Задар, Закінф Сезонний чартер: Анталія, Бангкок–Суварнабхумі, Канкун, Денпасар, Жирона, Хошимін, Момбаса, Пхукет, Маврикій, Пунта-Кана, Ріо-де-Жанейро-Галеан, Варадеро |
| Lufthansa                      | Франкфурт, Мюнхен |
| Norwegian Air Shuttle          | Осло-Гардермуен |
| Nouvelair                      | Сезонний чартер: Джерба, Монастір |
| Qatar Airways                  | Доха |
| Scandinavian Airlines          | Копенгаген, Стокгольм-Арланда |
| Smartwings                     | Сезонний: Бургас, Дубровник, Фару, Фуертевентура, Іракліон, Малага, Пальма-де-Мальорка, Родос, Спліт, Тенерифе-Південний, Варна Сезонний чартер: Афіни, Барселона, Бодрум, Ханья, Корфу, Даламан, Енфіда, Мадейра, Жирона, Хургада, Ізмір, Карпатос, Кавала, Кайсері, Кос, Ламеція-Терме, Лансароте, Ла-Пальма, Марса-Алам, Мітилена, Ольбія, Пафос, Патри, Превеза, Рас-ель-Хайма, Ріміні, Сал, Салала, Шарм-ель-Шейх, Таба, Салоніки, Занзібар |
| SunExpress                     | Сезонний чартер: Анталія |
| Swiss International Air Lines  | Цюрих |
| TAP Portugal                   | Лісабон |
| TUI fly Netherlands            | Сезонний чартер: Канкун, Пунта-Кана |
| Turkish Airlines               | Стамбул-Аеропорт |
| Ukraine International Airlines | Київ-Бориспіль |
| Wizz Air                       | Барселона, Барі, Базель-Мюлуз, Бергамо, Берген, Бірмінгем, Болонья, Бухарест, Будапешт, Катанія, Брюссель-Шарлеруа, Донкастер-Шеффілд, Единбург, Ейндговен, Кутаїсі, Київ-Жуляни, Ларнака, Ліверпуль, Лондон-Лутон, Мадрид, Мальме, Мальта, Неаполь, Париж-Орлі, Рейк'явік, Рим-Ф'юмічіно, Осло-Торп, Стокгольм-Скавста, Тель-Авів, Тенерифе-Південний, Турку, Відень Сезонний: Альгеро, Аліканте, Бургас, Корфу, Гетеборг, Гренобль, Іракліон (з 15 червня 2021),, Лісабон, Подгориця, Порту, Санторіні (з 15 червня 2021),, Спліт, Турин |

### Вантажні
| Авіакомпанія         | Пункт призначення                                                |
| -------------------- | ---------------------------------------------------------------- |
| ASL Airlines Belgium | Берлін-Шенефельд, Льєж                                           |
| DHL Aviation         | Лейпциг/Галле                                                    |
| FedEx Express        | Париж-Шарль де Голль                                             |
| Genex                | Мінськ                                                           |
| SprintAir            | Бидгощ, Гданськ, Катовиці, Київ-Жуляни, Краків, Познань, Вроцлав |
| UPS Airlines         | Алмати, Ченду, Кельн/Бонн, Гонконг, Шанхай-Пудун                 |

## Пасажиропотік
Див. джерело запитів Вікіданих та джерела.

## Термінали
До 2010 року аеропорт Варшави складався з терміналів 1 і 2. Після реорганізації єдина будівля аеровокзалу отримала назву терміналу А, що має поділ на Північний і Південний холи. Комплекс містить 116 стійок реєстрації.
- Південний хол (колишній термінал 1). У ньому розташовані зони А і B.
- Північний хол (колишній термінал 2). Розділений на зони C, D, E, які обслуговують переважно рейси авіальянсів One World та Star Alliance.
- Terminal General Aviation. Окремий термінал, розташований на північ від аеровокзалу, для обслуговування рейсів приватної і бізнес-авіації.

## Транспорт
Варшавський аеропорт імені Шопена розташований в південно-західній частині Варшави, приблизно за 10 км від центру міста. До аеропорту легко дістатися на поїзді, місцевих автобусах або таксі.

### Залізничний

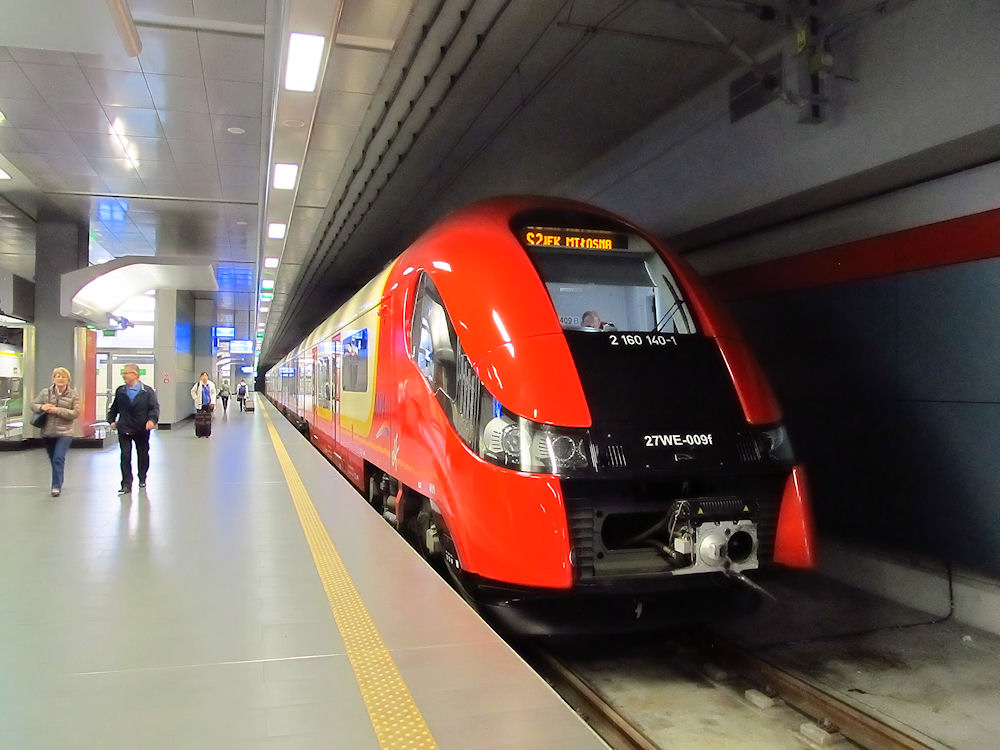
Потяг SKM на станції Аеропорт Варшава-Шопен

Проєкт залізничного сполучення було завершено 1 червня 2012 року (з цього ж дня в експлуатації). Кошторисна вартість проєкту 230 мільйонів злотих. Лінія сполучває станцію Аеропорт Варшава-Шопен (підземна станція у складі терміналу А) зі станцією Варшава-Центральна. Потяги вирушають що 15 хвилин.

### Автобусний
До центру Варшави можна дістатися на автобусами: № 175, № 188, № 148 и № 331 вдень та N32 в нічний час. Маршрут 148 прямує до Урсинова (південна частина Варшави) і Праги (східна частина Варшави). Автобусний маршрут № 331 прямує до станції метро Віляновська. Плата за проїзд становить 4,40 PLN в одну сторону для всіх ліній (день і ніч).

## Галерея

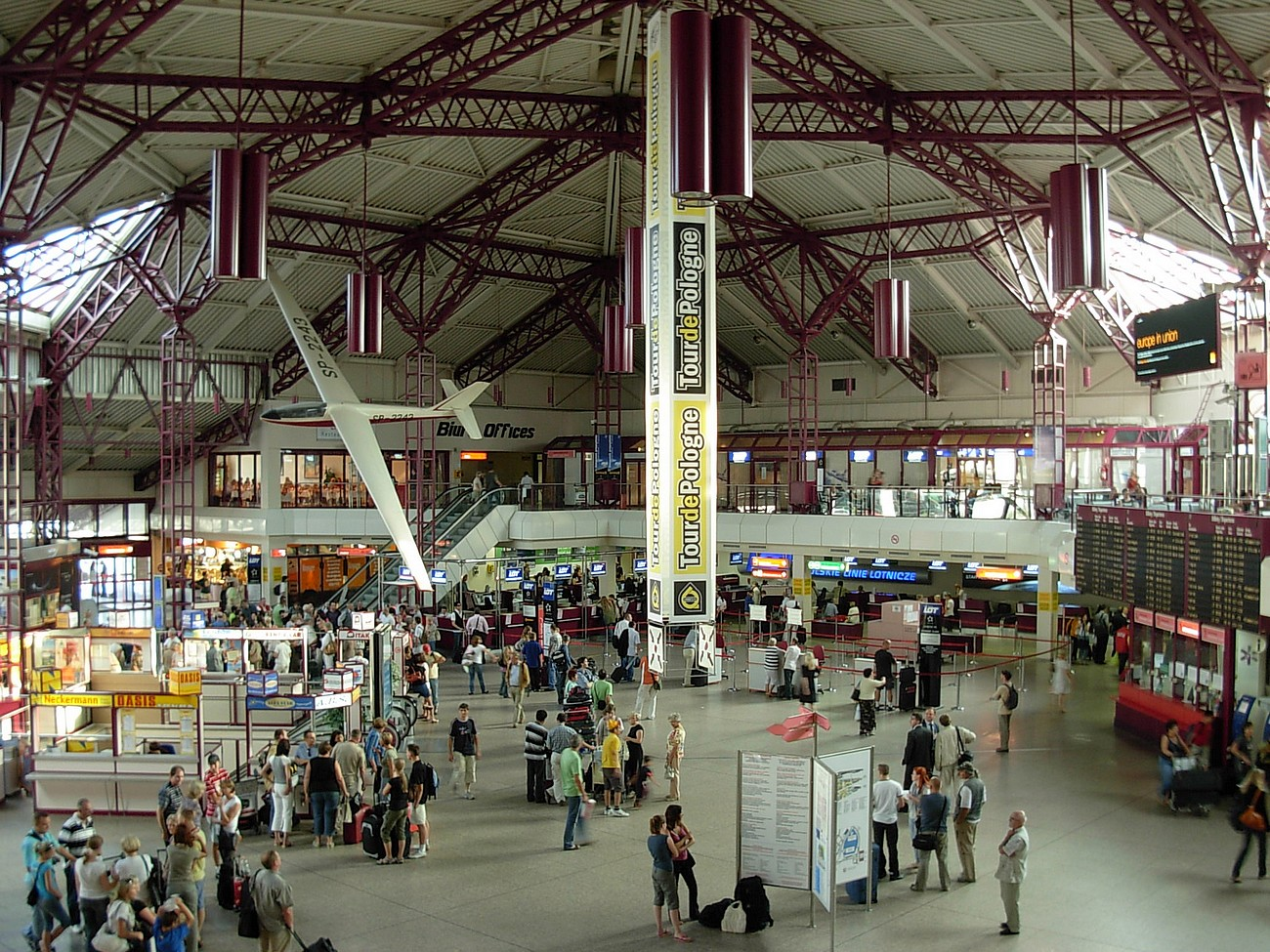
Зона відправлення
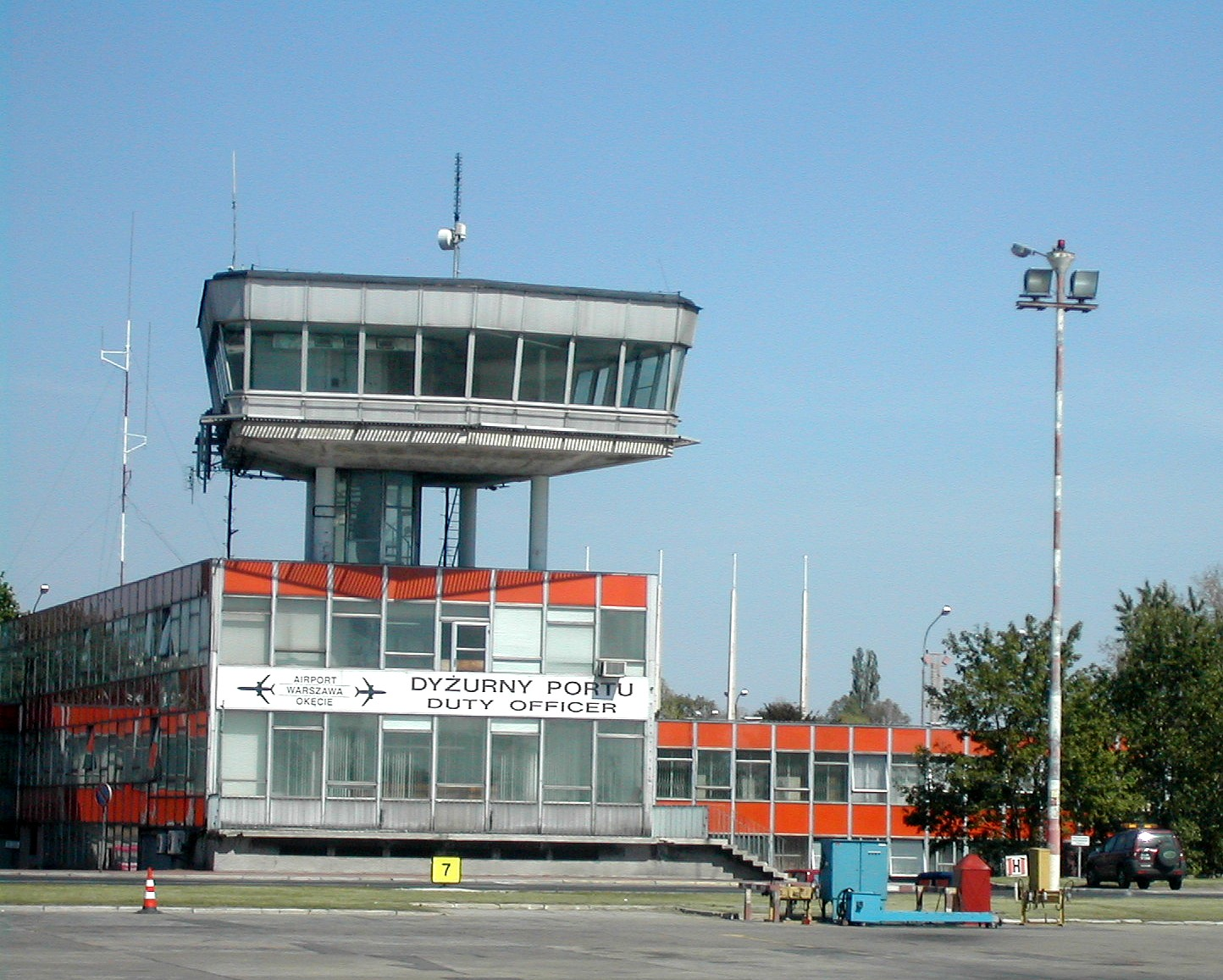
Старий будинок, знесений в 2003 році
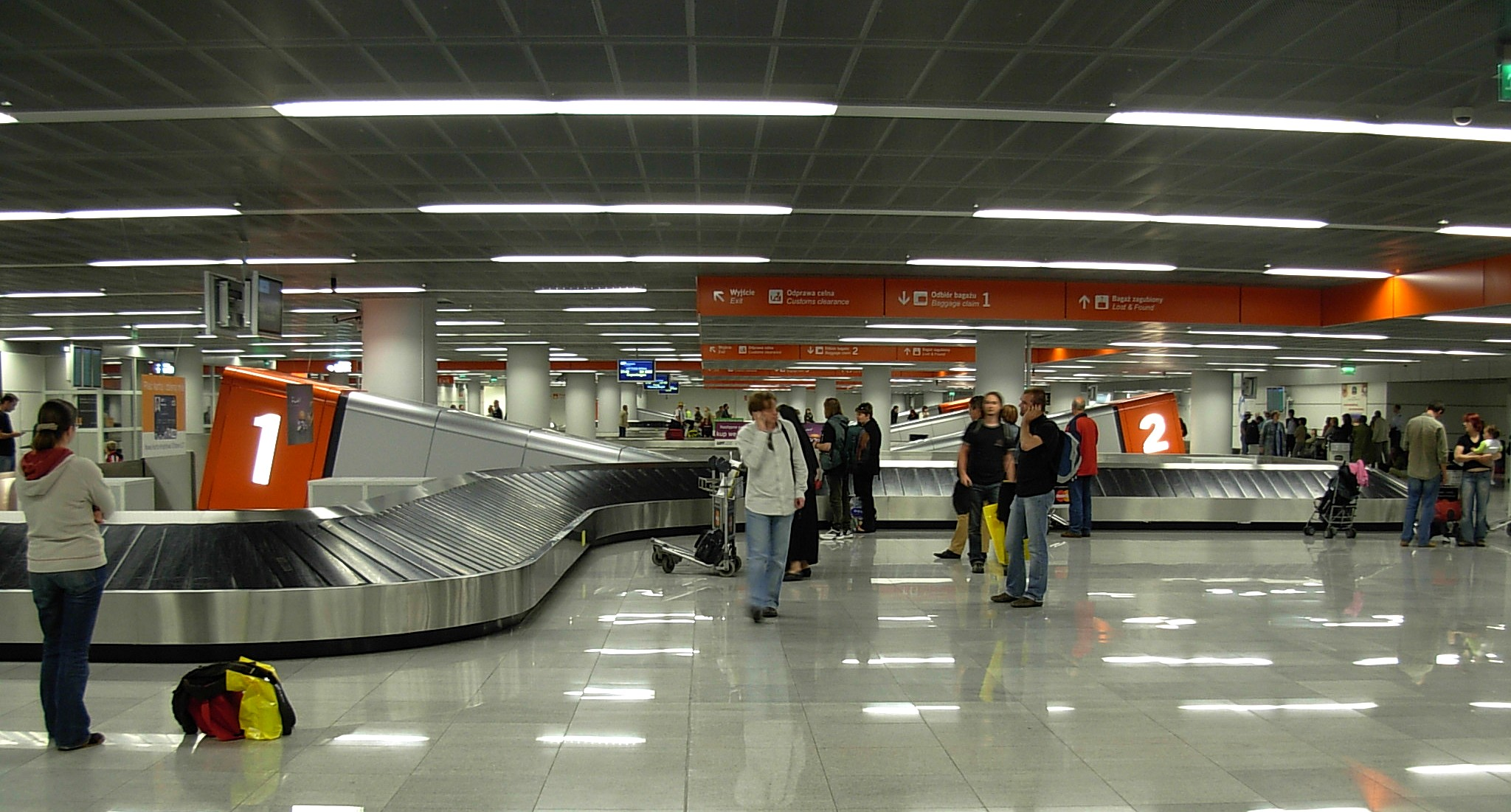
Термінал 2. Зона прибуття
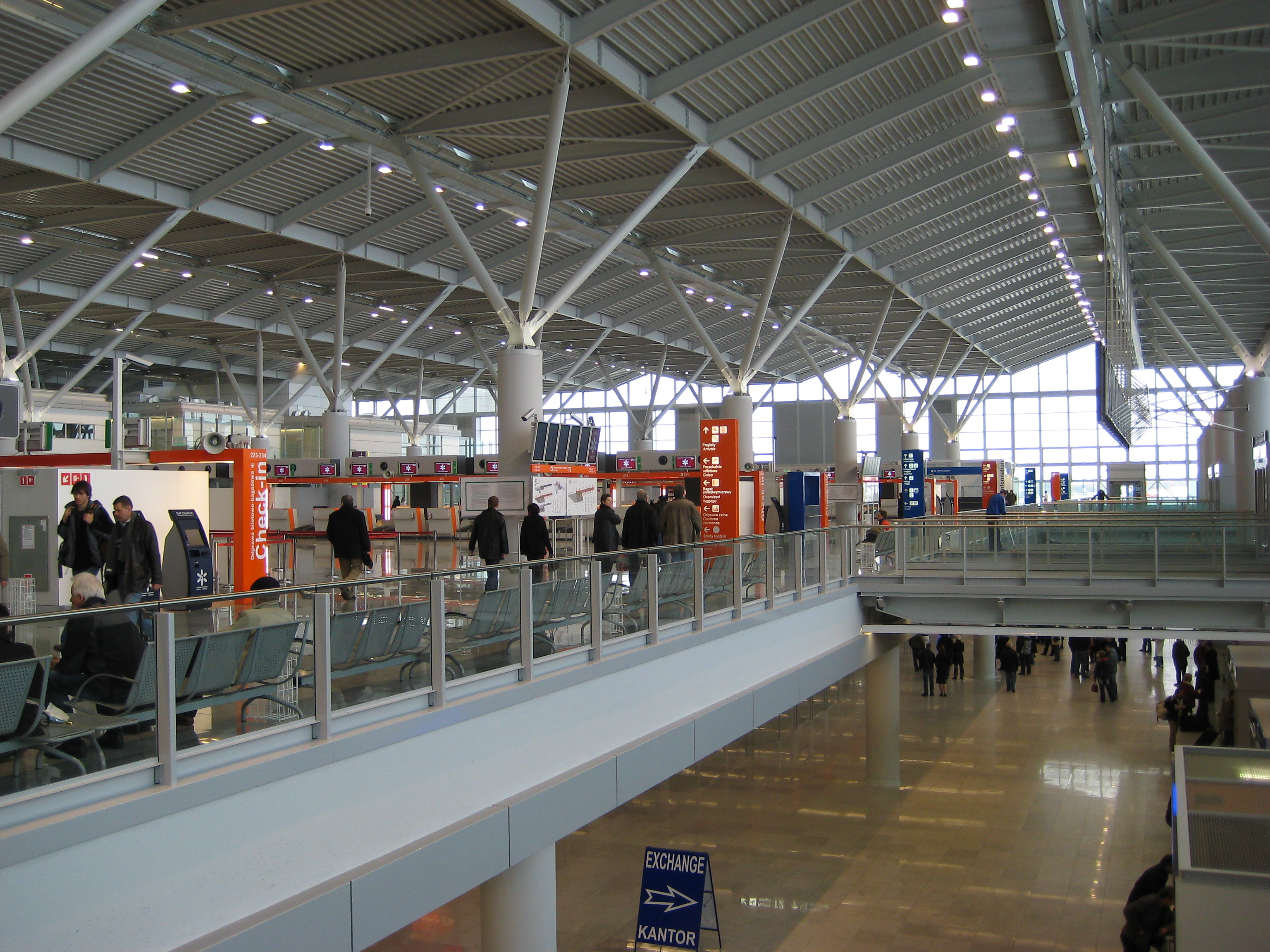
Термінал 2. Зона відправлення